# Columbo (sezonul 7)
Sezonul 7 al serialului american de televiziune Columbo este format din 5 episoade, care au fost difuzate de postul NBC în perioada 21 noiembrie 1977 – 13 mai 1978.

## Istoricul difuzării
Deși NBC a pus capăt seriei Mystery Movie din care Columbo făcea parte încă din 1971, rețeaua de televiziune a decis să mențină serialul în producție și a comandat cinci episoade noi. Primele două au fost difuzate în serile de luni, primul pe 21 noiembrie 1977 și al doilea pe 30 ianuarie 1978. După aceea, restul celorlalte trei episoade au fost difuzate în serile de sâmbătă începând din 25 februarie 1978 până în 13 mai 1978, când a avut loc premiera episodului final al serialului original Columbo.

## Lansare pe DVD
Episoadele sezonului 7 au fost lansate pe DVD de Universal Studios Home Entertainment⁠(d), împreună cu episoadele sezonului 6, în cadrul seriei clasice de divertisment TV Universal Classic Television.

## Episoade
| Numărul în cadrul serialului | Numărul în cadrul sezonului | Titlu                      | Regizor        | Scenarist                                                         | Ucigaș(ă)                               | Victimă / Victime                           | Data difuzării în premieră | Durată  |
| --- | --------------------------- | -------------------------- | -------------- | ----------------------------------------------------------------- | --------------------------------------- | ------------------------------------------- | -------------------------- | ------- |
| 41 | 1                           | „Try and Catch Me”         | James Frawley  | Scenariu de: Paul Tuckahoe; Poveste și scenariu de: Gene Thompson | Ruth Gordon în rolul Abigail Mitchell   | Charles Frank în rolul Edmund Galvin        | 21 noiembrie 1977          | 74 min. |
| Celebra scriitoare de romane polițiste Abigail Mitchell (Ruth Gordon) este convinsă că nepoata sa iubită, Phyllis, care era singura sa rudă, a fost ucisă de soțul ei, Edmund Galvin (Charles Frank), într-un „accident” de navigație cu un velier care a avut loc cu patru luni mai devreme. Moartea nepoatei a fost catalogată de poliție ca o cădere accidentală în apă, cu atât mai mult cu cât trupul tinerei nu a fost găsit, iar Edmund a rămas nepedepsit. Mai mult chiar, Galvin a moștenit drepturile de autor asupra unei piese de teatru a lui Abigail Mitchell, pe care aceasta din urmă i le cedase mai demult nepoatei sale. Abigail nu se poate resemna cu ideea că ucigașul nepoatei sale a rămas nepedepsit și decide să-l pedepsească ea însăși. Prin urmare, ea îl păcălește pe Galvin, dându-i un fals sentiment de încredere, prin întocmirea unui testament în favoarea lui, apoi îl atrage în casa de bani și închide ușa blindată în spatele lui. Galvin, închis într-un seif fără aer și izolat fonic, se sufocă în câteva ore în timp ce Abigail călătorește cu un avion la New York. Moartea lui Edmund este descoperită a doua zi, iar Abigail se întoarce de la New York și observă că secretara sa, Veronica Bryce (Mariette Hartley), găsise cheile de la mașina victimei și le ascunsese în scopul de a o șantaja ulterior. Indiciu/întorsătură finală: Columbo rezolvă în cele din urmă cazul, punând cap la cap indiciile lăsate de Galvin în timp ce se sufoca în seif. Cel mai incriminator indiciu este pagina de titlu a celui mai recent manuscris al lui Mitchell, The Night I was Murdered („Noaptea în care am fost ucis”), pe care Galvin l-a modificat pentru a fi citit „I was murdered by Abigail Mitchell” („Am fost ucis de Abigail Mitchell”). La sfârșitul episodului, Abigail Mitchell îl întreabă pe Columbo dacă nu poate trece cu vederea ce a făcut ea. Detectivul, care afirmase anterior că înțelege motivul crimei, declară sincer acum că îi pare rău că trebuie să o aresteze. Cu toate acestea, el o avertizase mai devreme să nu conteze pe faptul că ar fi bun la inimă. În acest moment, Abigail Mitchell îi laudă inteligența, remarcând că, dacă el ar fi fost detectivul care ar fi investigat „dispariția” nepoatei ei, nimic din toate acestea nu s-ar mai fi întâmplat. Actrița Ruth Gordon, care avea vârsta de 81 de ani la momentul turnării acestui episod, este vedeta de cinema cea mai bătrână care a interpretat vreodată un criminal într-un episod al serialului Columbo. G. D. Spradlin joacă rolul avocatului scriitoarei, care într-o scenă pare să fi ghicit ceea ce a făcut ea. |                             |                            |                |                                                                   |                                         |                                             |                            |         |
| 42 | 2                           | „Murder Under Glass”       | Jonathan Demme | Robert van Scoyk                                                  | Louis Jourdan în rolul Paul Gerard      | Michael V. Gazzo în rolul Vittorio Rossi    | 30 ianuarie 1978           | 74 min. |
| Renumitul critic de restaurante și realizator TV de emisiuni culinare Paul Gerard (Louis Jourdan) profită de reputația sa pentru a-i forța pe proprietarii unor restaurante de lux din Los Angeles să-i plătească o parte din profiturile lor în schimbul unor recenzii favorabile. Proprietarii de restaurante acceptă resemnați șantajul, dar, după un timp, Vittorio Rossi (Michael V. Gazzo), proprietarul unui restaurant cu specific italian, decide să se opună acestei forme de extorcare și să-l demaște pe Gerard. În timpul unei cine luate împreună în restaurantul italian, Paul Gerard reușește să-l facă pe Rossi să absoarbă o otravă mortală, pe care o extrăsese în secret dintr-un pește oriental fugu. Locotenentul Colombo încearcă să afle cum a ajuns otrava în corpul lui Rossi, iar laboratorul de criminalistică concluzionează că mâncarea nu fusese contaminată și că toxina absorbită a fost în vin. Cu toate acestea, sticla de vin fusese aleasă la întâmplare din pivnița personală a victimei și deschisă de Rossi cu propriile mâini cu unul dintre tirbușoanele sale. Pe parcursul anchetării acestei crime, detectivul gustă din delicatesele tuturor restaurantelor și se perfecționează în arta culinară. Indiciu/întorsătură finală: Columbo își dă seama că Gerard a otrăvit vinul prin acul tirbușonului și nu prin intermediul cartușului de presiune. El îl păcălește pe Gerard să încerce să-l otrăvească în același mod, ceea ce-i oferă dovada finală de care avea nevoie. Detectivul îi spune apoi lui Gerard că l-a suspectat aproape imediat, deoarece Gerard nu s-a grăbit să meargă la un spital pentru a fi examinat după ce poliția l-a informat că bărbatul cu care tocmai luase cina a murit otrăvit. Pe parcursul întregului episod, Columbo și Gerard s-au purtat respectuos unul cu celălalt, dar ambii au recunoscut în final că nu se plac. Cu toate acestea, detectivul îl întreabă pe Gerard ce părere are despre cina pe care tocmai a pregătit-o, iar ucigașul îi răspunde: „Mi-aș fi dorit ca tu să fi fost bucătar”. Richard Dysart, France Nuyen, Larry D. Mann și Mako apar, de asemenea, în acest episod în rolurile proprietarilor de restaurante Max Duvall și Mary Choy, bucătarului italian Albert și bucătarului japonez Ozu (profesorul lui Gerard). Antony Alda îl interpretează pe nepotul lui Rossi, Mario, care vorbește doar italiană. Soția din viața reală a lui Falk, Shera Danese, revine aici în rolul secretarei/trezorierei/amantei lui Gerard, Eve Plummer, care este manipulată de Gerard să administreze fondul de economii în care sunt depuse sumele plătite de proprietarii de restaurante. Scenaristul Robert van Scoyk a primit Premiul Edgar Allan Poe din partea Mystery Writers of America pentru scrierea scenariului. Acest episod a fost prima creație regizorală pentru televiziune a lui Jonathan Demme, care a devenit mai cunoscut pentru contribuția adusă ulterior la realizarea unor filme ca Tăcerea mieilor și Philadelphia. |                             |                            |                |                                                                   |                                         |                                             |                            |         |
| 43 | 3                           | „Make Me a Perfect Murder” | James Frawley  | Robert Blees                                                      | Trish Van Devere în rolul Kay Freestone | Laurence Luckinbill în rolul Mark McAndrews | 25 februarie 1978          | 98 min. |
| Mark McAndrews (Laurence Luckinbill), directorul de producție de pe Coasta de Vest al unei rețele de televiziune, este promovat într-o poziție de nivel înalt și transferat la sediul central din New York. Înainte de a pleca, o anunță pe asistenta lui, Kay Freestone (Trish Van Devere), care-i era și amantă, că nu o va numi ca succesoare a lui, deoarece consideră că ea nu are profilul necesar unei astfel de funcții, și îi oferă un nou automobil Mercedes ca un cadou de consolare. Kay este dezamăgită că nu a fost desemnată să-i ia locul și, simțindu-se trădată, decide să-l omoare pentru a ocupa astfel postul pe care îl râvnea. Cu prilejul proiecției private a noului film The Professional, organizate pentru directorul general Frank Flanagan (Patrick O'Neal), Kay modifică temporizatorul proiectorului pentru a face să pară că o schimbare a rolei este iminentă și îl trimite pe proiecționist (James McEachin) să aducă alte role. Profitând de absența proiecționistului, ea se strecoară în biroul lui McAndrews și îl împușcă, apoi ascunde arma pe tavanul din cabina liftului și se întoarce la timp pentru a schimba rola. Crima este descoperită imediat de unul dintre angajați, iar alibiul lui Kay este susținut de proiecționist care declară că ea trebuie să fi fost în cabina de proiecție, deoarece a schimbat la timp bobina. Locotenentul Columbo, care poartă o orteză la gât în urma unui accident de mașină, investighează această crimă și își dă seama încă de la început că victima a fost ucisă de o persoană pe care o cunoștea. În același timp, Kay face niște greșeli care o vor pune într-o lumină proastă din punct de vedere profesional. Indiciu/întorsătură finală: Kay observă ceea ce crede că este arma crimei pe tavanul cabinei liftului și, după ce se desparte de Columbo, se întoarce în lift, o recuperează și apoi scapă de ea. Detectivul îi dezvăluie mai târziu că arma adevărată fusese descoperită anterior de poliție, iar o imitație a armei fusese plasată pe tavanul cabinei liftului, unde putea să fie văzută, pentru a afla cum se va comporta suspecta. Faptul că Kay a recuperat și a aruncat ceea ce credea că este arma crimei demonstrează că ea trebuie să fie ucigașul. În acest episod actorul Bruce Kirby nu joacă rolul obișnuit al sergentului George Kramer, ci rolul unui reparator de televizoare. |                             |                            |                |                                                                   |                                         |                                             |                            |         |
| 44 | 4                           | „How to Dial a Murder”     | James Frawley  | Poveste de: Anthony Lawrence; Scenariu de: Tom Lazarus            | Nicol Williamson în rolul Eric Mason    | Joel Fabiani în rolul Charlie Hunter        | 15 aprilie 1978            | 73 min. |
| Doctorul în psihologie Eric Mason (Nicol Williamson), organizatorul unor seminarii de control al minții (sau, așa cum îi spune Mason detectivului, „controlul vieții”) și un mare iubitor al cinematografiei hollywoodiene, vrea să-l ucidă pe „cel mai bun prieten” al său, dr. Charlie Hunter (Joel Fabiani), despre care aflase că a fost, în trecut, amantul defunctei sale soții (ucisă probabil tot de el). Prin urmare, el concepe un sistem ingenios pentru a-și dresa câinii Doberman Pinscher, Laurel și Hardy, să alerge în bucătărie de îndată ce sună telefonul și apoi să atace violent o persoană care pronunță cuvântul englezesc „Rosebud” (în traducere „boboc de trandafir”, ultimul cuvânt rostit de Charles Foster Kane⁠(d) în filmul Cetățeanul Kane). Câinii fuseseră antrenați anterior prin atacarea și sfâșierea unui manechin de paie. Sub pretextul că are programată o consultație anuală de cardiologie, Mason îl convinge pe Hunter să meargă la el acasă și să-l aștepte pentru a juca împreună un meci de tenis, apoi îi telefonează din cabinetul medicului și îl păcălește să rostească parola în fața câinilor. Auzind acel cuvânt, Dobermanii îl atacă violent și îl rup în bucăți. Sosit la locul crimei, locotenentul Columbo observă receptorul telefonului atârnând și își dă seama că atacul câinilor avusese loc după recepționarea de către victimă a unui apel telefonic și că interlocutorul necunoscut auzise țipetele victimei, dar nu anunțase poliția sau serviciile de urgență. În plus, unele reacții ale celor doi câini (precum creșterea atenției atunci când aud sunetul telefonului) îl fac să realizeze că animalele au fost dresate și să împiedice eutanasierea lor. Indiciu/întorsătură finală: Atunci când Columbo își dă seama că dobermanii au fost dresați să reacționeze violent atunci când aud un anumit cuvânt, el are o conversație lungă cu Mason, sperând că ego-ul lui Mason îl va face să folosească la un moment dat acel cuvânt. Acest lucru se întâmplă, într-adevăr. Detectivul a înregistrat în secret acea conversație pe o casetă și a pus-o apoi într-un casetofon pe care l-a introdus în cușca dobermanilor. Câinii au reacționat cu sălbăticie la auzul cuvântului „Rosebud”. Dându-și seama că dovezile împotriva dr. Mason sunt doar indirecte, Columbo îl forțează pe suspect să provoace atacul câinilor împotriva lui și să-și dovedească astfel vinovăția. Cu toate acestea, dobermanii încep să se joace cu el în loc să-l atace, deoarece condiționarea lor fusese reprogramată de un specialist în comportamentul câinilor. Tânăra actriță Kim Cattrall interpretează o studentă care locuiește în casa de oaspeți a lui Mason și descoperă cadavrul dr. Hunter. Ed Begley, Jr. are un rol minor ca ofițer la arestul animalelor, iar Tricia O'Neil ca dresoare de câini. |                             |                            |                |                                                                   |                                         |                                             |                            |         |
| 45 | 5                           | „The Conspirators”         | Leo Penn       | Poveste de: Pat Robison; Scenariu de: Howard Berk                 | Clive Revill în rolul Joe Devlin        | Albert Paulsen în rolul Vincent Pauley      | 13 mai 1978                | 97 min. |
| Joe Devlin (Clive Revill) este un poet și povestitor irlandez, care s-a stabilit la Los Angeles, după ce a fost implicat încă de la o vârstă fragedă în acțiunile teroriste ale organizației Sinn Féin, și a ajuns foarte iubit de cititori. El își folosește notorietatea pentru a strânge fonduri pentru un cerc american de ajutorare a victimelor Conflictului din Irlanda de Nord, folosind în secret aceste fonduri, împreună cu membrii bogatei familii O'Connell, pentru furnizarea clandestină de arme pentru Armata Republicană Irlandeză. În timpul unei negocieri cu intermediarul Vincent Pauley (Albert Paulsen), Devlin își dă seama că acesta din urmă încearcă să-l înșele și să fugă cu banii și îl împușcă, iar apoi, considerând această crimă drept execuția justă a unui trădător, lasă lângă el o sticlă de whisky pe jumătate goală, care conține pe etichetă sloganul „Let Each Man Be Paid In Full” (care înseamnă într-o traducere aproximativă „fiecăruia să i se dea ce i se cuvine”). Locotenentul Columbo găsește în camera de hotel a intermediarului o carte de poezii cu autograful lui Devlin și începe să suspecteze existența unei legături între victimă și poet. Între timp, Devlin trebuie să-l găsească urgent pe furnizorul lui Pauley și să organizeze îmbarcarea armelor pe un vapor ce urma să părăsească țara. Ancheta derulată de Columbo identifică rapid circumstanțele crimei: din moment ce Pauley avea un cazier lung în domeniul traficului de arme, poliția presupune că uciderea lui a survenit în urma unei tranzacții eșuate. Indiciu/întorsătură finală: Columbo descoperă că o sticlă de whisky de la locul crimei conține semne asemănătoare cu cele pe care Devlin obișnuia să le facă atunci când își turna în pahar. Semnele erau gravate cu un inel cu diamant, iar existența unei tăieturi unice a fiecărui diamant probează în acest caz, precum amprentele digitale, prezența poetului la locul crimei. Devlin acceptă că a fost prins și este deranjat abia atunci când observă, în ultimul moment, că planul său de contrabandă cu arme a eșuat, după ce Paza de Coastă a oprit vaporul și remorcherul care-l tracta în larg. Acesta a fost ultimul episod al serialului Columbo care a fost difuzat de rețeaua de televiziune NBC. A urmat o pauză până în anul 1989, când a fost realizată o serie nouă. Replica „This far... and no farther” („Până aici... și nu mai departe”), rostită de Devlin atunci când marca o sticlă de whisky pentru a determina cât urmează să bea, a fost preluată, de fapt, dintr-un discurs al liderului Partidului Parlamentar Irlandez (IPP), Charles Stuart Parnell, un politician irlandez din secolul al XIX-lea și susținător al politicii Home Rule. Un renumit politician IPP cu același nume ca ucigașul fictiv din acest episod, Joseph Devlin, a reprezentat circumscripția Belfastul de Vest la începutul secolului al XX-lea și s-a opus folosirii violenței în rezolvarea problemei irlandeze.                         |                             |                            |                |                                                                   |                                         |                                             |                            |         |